# 王大纯
王大纯（1915年—？），男，直隶（今河北）丰润人，中国水文地质学家，曾任武汉地质学院教授、博士生导师。